# Lista de patriarcas de Alexandria da Igreja Ortodoxa Grega
A Lista dos Patriarcas da Igreja Ortodoxa Grega começa no Concílio de Calcedônia (451), substituindo os antigos Patriarcas de Alexandria. Os coptas não aceitaram os resultados do concílio e se separaram da Igreja Ortodoxa, passando a se denominar Igreja Ortodoxa Copta, que tem como seus líderes os Papas da Igreja Ortodoxa Copta. 

## Lista dos Patriarcas Ortodoxos Gregos
34 - Paulo I de Alexandria (537-540)
35 - Zoilo de Alexandria (540-551) - Deposto
36 - Apolinário de Alexandria (551-570)
37 - João IV de Alexandria (570-580)
38 - Eulógio I de Alexandria (580-608) - Comemorado em 13/09
39 - Teodoro Escrivão (607-609)
40 - São João III ou V, o Capelão (610-619) - Comemorado em 23/01
41 - Jorge I ou II (620-631)
42 - Ciro de Alexandria (631-640 e 641-642) - Monotelismo
43 - Pedro III ou IV (642-651) - Monotelismo
- de 651 a 742 Não houve patriarcas

44 - Cosme (742-768)
45 - Policiano de Alexandria (768-813)
46 - Eustáquio de Alexandria (813-817)
47 - Cristóvão I de Alexandria (817-848)
48 - Sofrônio I de Alexandria (848-860)
49 - Miguel I de Alexandria (860-870)
50 - Miguel II de Alexandria (870-903)
51 - Cristódulo de Alexandria (907-932)
52 - Eutíquio de Alexandria (933-940)
53 - Sofrônio II de Alexandria (940-941)
54 - Isaac de Alexandria (941-954)
55 - Jó de Alexandria (954-960)
56 - Elias I de Alexandria (963-1000)
57 - Arsênio de Alexandria (1000-1010)
58 - Teófilo II de Alexandria (1010-1020)
59 - Teodósio de Alexandria (1020-1020)
60 - Jorge II ou III (1020-1052)
61 - Leôncio de Alexandria (1052-1059)
62 - Alexandre II de Alexandria (1059-1062)
63 - João IV ou VI (1062-1100)
64 - Eulógio II de Alexandria (1110)
65 - Sabas de Alexandria (1117))
66 - Cirilo II de Alexandria (1117)
67 - Teodósio II de Alexandria
68 - Sofrônio III de Alexandria (?-1171)
69 - Elias II de Alexandria (1171-1175)
70 - Eleutério de Alexandria (1175-1180)
71 - Marcos III de Alexandria (1180-1210)
72 - Nicolau I de Alexandria (1210-1243)
73 - Gregório I de Alexandria (1243-1263)
74 - Nicolau II de Alexandria (1263-1276)
75 - Atanásio III de Alexandria (1276-1316)
76 - Gregório II de Alexandria (1316-1354)
77 - Gregório III de Alexandria (1354-1366)
78 - Nifão de Alexandria (1366-1385)
79 - Marcos IV de Alexandria (1385-1389)
80 - Nicolau III de Alexandria (1389-1398)
81 - Gregório IV de Alexandria (1398-1412)
82 - Nicolau IV de Alexandria (1412-1417)
83 - Atanásio IV de Alexandria (1417-1425)
84 - Marcos V de Alexandria (1425-1435)
85 - Filoteu de Alexandria (1435-1459)
86 - Marcos VI de Alexandria (1459-1484)
87 - Gregório V de Alexandria (1484-1486)
88 - Joaquim de Alexandria (1486-1567)
89 - Silvestre de Alexandria (1567-1590)
90 - Melécio I de Alexandria (1590-1601)
91 - Cirilo III Lucaris (1601-1620)
92 - Gerásimo I de Alexandria (1620-1636)
93 - Metrófanes de Alexandria (1636-1639)
94 - Nicéforo de Alexandria (1639-1645)
95 - Joanício de Alexandria (1645-1657)
96 - Paíso de Alexandria (1657-1678) - Abdicou, morto em 1681
97 - Partênio I de Alexandria (1678-1688)
98 - Gerásimo II de Alexandria (1688-1710) - Abdicou, Morto em 1714
99 - Samuel de Alexandria (1710-1712 e 1714-1723)
100 - Cosme II de Alexandria (1712-1714 e 1723-1736)
101 - Cosme III de Alexandria (1737-1746)
102 - Mateus de Alexandria (1746-1766) - Abdicou, Morto em 1775
103 - Cipriano de Alexandria (1766-1783)
104 - Gerásimo III de Alexandria (1783-1788)
105 - Partênio II de Alexandria (1788-1805)
106 - Teófilo III de Alexandria (1805-1825)
107 - Herócio I de Alexandria (1825-1845)
108 - Artêmio de Alexandria (1845-1847) - Abdicou, Morto em 1852
109 - Herócio II de Alexandria (1847-1858)
110 - Calínico de Alexandria (1858-1861) - Abdicou, Morto em 1889
111 - Tiago I de Alexandria (1861-1865)
112 - Nicanor de Alexandria (1866-1869)
113 - Sofrônio IV de Alexandria (1870-1899)
114 - Fócio de Alexandria (1900-1925)
115 - Melécio II de Alexandria (1926-1935)
116 - Nicolau V de Alexandria (1936-1939)
117 - Cristóforo II de Alexandria (1939-1966) - Abdicou, Morto em 1967
118 - Nicolau VI de Alexandria (1968-1986)
119 - Partênio III de Alexandria (1987-1996)
120 - Pedro VII de Alexandria (1997-2004)
121 - Teodoro II (2004 - )